# Laimundo de Ortega
Laimundo de Ortega (fl. século IX - século X). Autor provável, que terá escrito em 878, a obra De Antiquitatibus Lusitaniae (Antiguidades Lusitanas), em que se baseiam algumas partes da Monarchia Lusytana de Bernardo de Brito
Brito afirmou que descobrira essa obra no Mosteiro de Alcobaça, levando depois a desconfiança de ser invenção sua. Assim, atestou a autenticidade com os testemunhos de Jerónimo do Souto, ouvidor da comarca e correcção dos coutos de Alcobaça, e de Francisco de Santa Clara, abade de Alcobaça.  
Bernardo Brito, cronista-mor do reino, reportou assim na sua Monarchia Lusytana o seu achado - "De Antiquitatibus Lusitaniae" de Laimundo: 
“...descubri hũa nottauel antigoalha, entre outras, que minha diligencia, & trabalho, tirarão das maõs do esquecimento.
Que foy hum liuro antiquissimo, escritto de letra Gothica, em pergaminho grosso, & mal pullido, composto por hum Portugues chamado Laymundo Ortega: o instituto do qual, he descubrir antiguidades da Lusytania, & trazer com muita chaneza, a verdade das cousas, que pode alcançar no no tẽpo em que viuia…” (fl. 4v.). 12